# Fyrisvellir
Fyrisvellir eller Fyrisvallarna var en sumpet sletteområde (vellir) syd for Gamla Uppsala (forskere strides om dette). Rejsende ankom hertil med skib via floden Fyris (Fyrisån) for at gå til templet i Uppsala og den svenske kongshal.
Navnet er relateret til eller afledt af det norrøne Fyrva der betyder "ebbe ud" og det refererer til de delvist oversvømmede og våde sletter, som i dag er drænet landbrugsjord og det moderne Uppsala. I vikingetiden lå kongens gård Førisæng tæt ved dette sted. Små søer, Övre Föret og Nedre Föret er rester af sumpen, og har beholdt den moderne form af Fyri.
I nordisk mytologi foregik slaget mellem Haki og Hugleik i dette område, samt slaget mellem Haki og Jorund. Det var også her, slaget ved Fýrisvellir fandt sted i 980'erne mellem Erik Sejrsæl og hans nevø Styrbjørn den Stærke.
Ifølge historien om Rolf Krake smed Rolf guld ud på sletten da han og hans mænd flygtede fra den svenske kong Adils, hvilket fik kongens mænd til at stige af hestene og samle guldet op. I skjaldedigte blev guld ofte omtalt med kenningen sæden fra fyrisvellir.